# 毛利綱広
毛利 綱広（もうり つなひろ）は、江戸時代前期の大名。毛利氏16代当主。長州藩2代藩主。初代藩主・毛利秀就の四男。生母・喜佐姫が徳川家康の孫なので、綱広は家康の外曾孫に当たる。

## 生涯
寛永16年11月20日（1639年12月14日）に江戸桜田の藩邸で生まれる。慶安4年（1651年）、父・秀就の死去で跡を継ぐ。承応2年（1653年）に叙任し、4代将軍・徳川家綱（綱広の外又従弟にあたる）から偏諱を受けて綱広と名乗った。承応3年（1654年）には萩と周防国三田尻を結ぶ萩往還を造った。その際に、三田尻御茶屋を築造して、参勤交代の拠点とした。藩政では、榎本就時を起用して万治制法と呼ばれる法令「33か条の条目」を万治3年（1660年）に制定させた。これは毛利元就以来の先例をまとめ上げたものと言われている。
このように藩政を確立したが、その反面で反骨心も人一倍強く、徳川将軍家家門筆頭の越前松平家から正室・千姫（高寿院）を迎えている（自身も母方で越前家の血を引き、千姫とは外従兄妹にあたる）にもかかわらず、徳川家康と同じ五大老の一人であった毛利輝元の嫡孫であるということから、徳川家に仕えることを恥として、江戸に滞在しながら病と称して江戸城に登城しないことさえあったという。幕府側からは綱広の母が徳川家康の次男・結城秀康の娘であることから幕府から追及はされなかったが、これを口実とした改易を恐れた家臣が綱広に隠居を要求するようになる。綱広はやむを得ず、天和2年（1682年）2月27日に長男の吉就に家督を譲って、麻布の藩邸に隠居した。
元禄2年4月17日（1689年6月4日）に江戸麻布龍土邸で死去した。享年51。墓所は山口県萩市椿の大照院。昭和3年（1928年）11月に従三位を追贈された。

## 系譜
- 父：毛利秀就（1595-1651）
- 母：喜佐姫（1598-1655） - 竜昌院、徳川秀忠の養女、結城秀康の長女
- 正室：千姫（1641-1669） - 高寿院、松平忠昌娘
  - 長女：良（1659-1675） - 吉姫、青陽院、松平義行正室
  - 次女：品（1664-1721） - 内藤弌信継室
  - 三女：徳（1666-1666）
  - 長男：毛利吉就（1668-1694）
  - 四女：ヤツ（1669-1684） - 吉川広猶婚約者
- 継室：房子（1650-1690） - 昌寿院、梨木永祐娘
  - 次男：毛利吉広（1673-1707） - 毛利就信の養子
  - 三男：右京（1674-1685）
  - 四男：百助（1676-1678）
  - 五男：毛利元重（1678-1706）
  - 五女：勘（1680-1708） - 毛利就豊（毛利就詮の子）室
  - 六女：菊（1681-1686）
  - 七女：幸（1683-1701） - 放光院、毛利匡広正室
  - 六男：万吉（1684-1693）
  - 八女：留（1685-1690）
  - 九女：類（1687-1737） - 松平忠雅正室

## 偏諱を与えた人物
- 毛利吉広（次男、初め就勝、第4代藩主として就任時に故・綱広の1字を取って吉広に改名）
- 毛利広規（吉敷毛利就直の長男、毛利広政・広包（※この2人は吉広から「広」の字を授与されている）の長兄）
- 浦広勝（浦氏）
- 国司広通?（国司氏、堅田就政の子で国司元貞の養子とされる）
- 佐佐木広高（尼子氏末裔・佐佐木氏）
- 福原広次（広俊）（宇部領主福原家15代当主、隠岐守）
- 山内広直（山内広通・毛利元雅の父）

## 毛利綱広を演じた人物
- 森繁久彌　- TBS系列『水戸黄門』第23部　二十二話「白いお髭の意地比べ・萩」…劇中では水戸黄門（光圀）と碁の腕を競った仲で互いに「圀さん」「綱さん」と呼び合う親友となっている。